# Castle on the Hill
〈Castle on the Hill〉은 영국의 싱어송라이터 에드 시런의 노래이다. 2017년 1월 6일 〈Shape of You〉와 함께 그의 세 번째 스튜디오 음반 《÷》 (2017년)의 더블 리드 싱글 중 하나로 발매되었다. 〈Castle on the Hill〉은 에드 시런과 베니 블랑코가 작사, 작곡하고 프로듀싱했다. 이 노래는 시런의 고향인 서퍽주의 프램링엄에 있는 프램링엄성을 가리키며, 그가 마을에서 자란 이야기를 회상한다. BBC는 "이 노래는 서퍽주에게 보내는 러브레터로 묘사되었다"고 말한다.
〈Shape of You〉와 같은 날 발매한 〈Castle on the Hill〉은 아이슬란드, 스코틀랜드, 이스라엘에서 1위에 올랐다. 이 노래는 또한 영국, 호주, 독일을 포함한 여러 나라에서 2위에 올랐고, 〈Shape of You〉는 1위로 데뷔했다. 영국, 호주, 독일 차트 역사상 처음으로 아티스트가 신곡으로 차트 상위 2위를 차지한 것이다. 이 곡은 미국에서 6위로 데뷔했고, 〈Shape of You〉는 1위로 진입했으며, 이는 시런이 미국 톱 10에 동시에 두 곡을 데뷔시킨 최초의 아티스트가 되었다. 〈Castle on the Hill〉은 호주에서 플래티넘 9회, 캐나다에서 플래티넘 6회, 그리고 추가로 8개국에서 멀티플래티넘 인증을 받았다.

## 배경
이 노래의 주제는 시런의 고향인 프램링엄을 둘러싸고 있으며, 그는 이곳에서 '손으로 말린 담배 피우기'와 '친구들과 함께 취하기'에 대한 이야기들을 회상하며 10대 시절의 삶을 살고 있다. 노래에 언급된 성은 프램링엄성이고, 2017년 1월 시런이 성에서 공연하도록 초대되었다.
이 노래는 2015년에 작사, 작곡하고 녹음되었다. 시런은 U2의 음악과 유사함에도 불구하고, 이 곡의 직접적인 영향은 그가 함께 투어했던 밴드인 스노 패트롤의 〈Fallen Empires〉에서 왔다고 밝혔다. 그는 "나는 스노 패트롤에서 자랐고, U2에서 자라지 않았지만, 스노 패트롤이 U2에서 자랐다는 것을 알고 있기 때문에 그 영향이 어디에서 왔는지 알고 있다"라고 말했다. 그는 또한 비슷한 반사적 요소를 가진 브루스 스프링스틴의 〈The River〉 같은 노래를 만들고 싶다고 말했다.

## 상업적 성과
〈Castle on the Hill〉은 1월 13일 영국 싱글 차트에서 2위로 데뷔하여 첫 주에 193,000장을 판매했다. 시런은 또한 〈Shape of You〉로 1위에 데뷔하여 같은 주 영국 차트 역사상 2위 안에 데뷔한 유일한 아티스트가 되었다. 이 곡은 20만 장이 팔려 첫 주 실버 인증을 받았다. 이 곡은 발매 2주차에 10만 장이 팔리며 2위를 지켰다. 이 곡은 3주 동안 2위를 차지했고, 14주 동안 모두 10위 안에 들었다. 2017년 9월 현재 이 곡은 영국에서 170만 장의 판매량을 기록했으며, 이 중 47만 9천 장이 실제 판매량이며, 1억 9천만 개의 스트리밍이 있다. 스코틀랜드 싱글 차트에서는 〈Castle on the Hill〉이 〈Shape of You〉를 제치고 1위로 데뷔했다.
이 곡은 빌보드 핫 100에서 6위로 데뷔했으며, 미국에서 데뷔한 주에 171,000개의 다운로드가 팔렸고 1,300만 개의 스트리밍을 얻었다. 시런은 또한 〈Shape of You〉가 1위에 데뷔하면서, 핫 100 역사상 같은 주에 10위 안에 두 곡을 데뷔시킨 최초의 아티스트가 되었다. 2017년 9월 기준으로 〈Castle on the Hill〉은 미국에서 821,000건의 다운로드가 판매되었다.

## 곡 목록
- Digital download[17]

1. "Castle on the Hill" – 4:21

- Digital download – Acoustic[18]

1. "Castle on the Hill" (Acoustic) – 3:46

- Digital download – Live at the BRITs[19]

1. "Castle on the Hill" (Live at the BRITs) – 1:47

- German CD single[20]

1. "Castle on the Hill" – 4:21
2. "Castle on the Hill" (Acoustic) – 3:46

- Digital download – Seeb remix[21]

1. "Castle on the Hill" (Seeb remix) – 3:51

- Digital download – Throttle remix[22]

1. "Castle on the Hill" (Throttle remix) – 3:40

- Digital download – NWYR remix[23]

1. "Castle on the Hill" (NWYR remix) – 3:33

## 인증
| 국가                               | 인증        | 판매량/출하량 |
| ---------------------------------- | ----------- | ------------- |
| 오스트레일리아 (ARIA)              | 9× 플래티넘 | 630,000       |
| 오스트리아 (IFPI 오스트리아)       | 플래티넘    | 30,000        |
| 벨기에 (BEA)                       | 플래티넘    | 20,000        |
| 캐나다 (뮤직 캐나다)               | 6× 플래티넘 | 480,000       |
| 덴마크 (IFPI Danmark)              | 3× 플래티넘 | 270,000       |
| 프랑스 (SNEP)                      | 플래티넘    | 133,333       |
| 독일 (BVMI)                        | 3× 골드     | 600,000       |
| 이탈리아 (FIMI)                    | 3× 플래티넘 | 150,000       |
| 네덜란드 (NVPI)                    | 플래티넘    | 20,000        |
| 뉴질랜드 (RMNZ)                    | 3× 플래티넘 | 90,000        |
| 폴란드 (ZPAV)                      | 다이아몬드  | 250,000       |
| 포르투갈 (AFP)                     | 2× 플래티넘 | 20,000        |
| 스페인 (PROMUSICAE)                | 플래티넘    | 40,000        |
| 스웨덴 (GLF)                       | 4× 플래티넘 | 160,000       |
| 스위스 (IFPI 스위스)               | 2× 플래티넘 | 40,000        |
| 영국 (BPI)                         | 5× 플래티넘 | 2,900,000     |
| 미국 (RIAA)                        | 4× 플래티넘 | 4,000,000     |
| 판매량+스트리밍을 기반으로 한 인증 |             |               |